# Samuel Fuller
Samuel Fuller, född 12 augusti 1912 i Worcester, Massachusetts, död 30 oktober 1997 i Los Angeles, Kalifornien, var en amerikansk filmregissör och manusförfattare som regisserade ett tjugotal filmer under sin karriär. Han är mest känd för filmer som Ficktjuven (1953) och Big Red One - attackdivisionen (1980) för vilken han blev nominerad till en guldpalm vid filmfestivalen i Cannes. Fuller fick sitt genombrott med krigsdramat Stålhjälmen från 1951.

## Biografi

### Tidigt liv
Fuller föddes i Worcester, Massachusetts, son till Benjamin Rabinovitch (en judisk invandrare från Ryssland) och Rebecca Baum (en judisk invandrare från Polen). När han föddes hade familjen redan bytt sitt efternamn till "Fuller". Vid 12 års ålder började han arbeta inom tidningsbranschen och som 17-åring arbetade han som kriminalreporter i New York för tidningen New York Graphics räkning. Det var han som först skrev om Jeanne Eagels död. Från mitten av 1930-talet och framåt skrev han kiosklitteratur, filmmanus och arbetade även som  spökskrivare av filmmanus.
Under andra världskriget gick Fuller med i det amerikanska infanteriet. Han deltog bland annat i landstigningar i Afrika, Sicilien och Normandie. Han belönades med en Bronze Star, en Silver Star och en Purple Heart för sina insatser. Fuller använde senare sina erfarenheter från kriget i filmer.

### Filmkarriär
Den första film som Fuller skrev manus till var Hats Off (1936) och han fortsatte skriva manus under hela sin karriär. Det är dock som regissör som han är mest känd. Fuller gick över till att regissera när han blev erbjuden att skriva tre filmer till Robert Lipperts bolag Lippert Pictures. Han gick med på affären om han även fick regissera filmerna, utan nåt extra betalt. Lippert gick med på affären och den första filmen blev Jag sköt Jesse James (1949) med John Ireland och Barbara Britton. Denna följdes snart av The Baron of Arizona (1950) med Vincent Price.
Hans tredje film för Lippert kom att bli hans genombrott. Stålhjälmen (1951) handlade om Koreakriget och manuset byggde på historier från krigsveteraner och Fullers egna erfarenheter under andra världskriget. Filmen visar bland annat hur amerikanska soldater avrättar en krigsfånge och en japansk-amerikansk soldat pratar om hur hans föräldrar delades upp och skickades till olika läger under interneringen av amerikanska japaner under andra världskriget. Detta ledde till bekymmer med att få ut arkivfoto från den amerikanska armén och att FBI gjorde en utredning av Fuller p.g.a. hans "antiamerikanska propaganda".
Fuller blev nu eftersökt av de stora filmstudiorna och han skrev till slut kontrakt för sju filmer med Darryl F. Zanuck, chefen för 20th Century Fox. Han återvände till Koreakriget i sin första film för Fox, Bajonett på! (1951), men den blev inte alls lika stor som sin föregångare. För sina nästa film, Park Row (1952), skapade Fuller sitt eget produktionsbolag. Filmen var en hyllning till tidningsjournalismen och var Fullers egen favorit bland de filmer han regisserat. Park Row floppade och kostade honom nästan alla pengar han tjänat på Stålhjälmen.
Han följde upp med Ficktjuven (1953), en film noir med Richard Widmark i huvudrollen som en ficktjuv som av misstag stjäl ett hemligt meddelande avsett för en spion. Filmen blev Fullers största dåtida succé och han vann Bronslejonet vid Venedigs filmfestival och Thelma Ritter fick en Oscarsnominering för bästa kvinnliga biroll. Fuller vända sig åter till Widmark för sin nästa film, Havets demoner (1954), om en ubåtsexpedition till Alaska. Andra filmer under femtiotalet var Terror i Tokyo (1955), 40 pistoler (1957) och Kinesflickan (1957). Efter att ha lämnat Fox gjorde Fuller Sista skottet , Operation varulvar och Merrill's Marauders.
År 1959 skrev och regisserade han The Crimson Kimono, en film noir som utspelar sig i Los Angeles. Filmen handlar om två detektiver, en vit och en asiat, som utreder en komplicerad mordgåta, men som snart hamnar i en kärlekstriangel. Enligt Fuller kommer filmens noir-aspekter från hur den spelades in; de filmade i Little Tokyo och andra verkliga kvarter i Los Angeles, med kameror gömda i lastbilar, filmandes med snabb film för de kunde inte belysa scenerna, vilket ger filmen ett hårt och realistiskt utseende.
Fullers filmer under 1950-talet och det tidiga 60-talet följde ett enkelt format: kontroversiella genrefilmer gjorda med en låg budget. Shock Corridor (1963) utspelar sig på ett mentalsjukhus, medan The Naked Kiss (1964) handlar om en prostituerad som försöker förändra sitt liv genom att arbeta på ett barnsjukhus.
Mellan 1967 och 1980 regisserade Fuller bara två filmer. Den första var den mexikansk-producerade Den grymma fighten (1969) med Burt Reynolds. Fuller kom aldrig överens med filmens producenter och när de använde det faktum att en stundman dött under inspelningen i ett försök att promota filmen slutade han. När han senare såg den slutgiltiga produkten ansåg han att de förändrat filmen till sån grad att den inte längre var hans verk. Han krävde att få sitt namn borttaget som regissör, men producenterna vägrade. Den andra filmen han gjorde under denna tid var den tyskproducerade Dead Pigeon on Beethoven Street (1972) där hans fru Christa Lang medverkade.
Fuller återvände 1980 med den kritikerrosade Big Red One - attackdivisionen med bland andra Lee Marvin och Mark Hamill. Han nominerades till guldpalmen i Cannes för denna film som blev en succé. Han påbörjade nu arbetet med den kontroversiella Vit Hund (1982) om en hund som tränas att anfalla svarta. Filmens anti-rasism-budskap missuppfattades och till och med den största lobbyorganisationen för afro-amerikaner NAACP krävde en bojkott av filmen. När studion hotade med att klippa om filmen tog Fuller och producenten Jon Davison med sig negativen och flydde till Mexiko. Filmen visades aldrig på bio i USA, men släpptes i Europa och visades senare på amerikansk TV. Fuller flyttade nu till Frankrike och regisserade den franska filmen Tjuvar efter midnatt (1984). Under några år gjorde han mindre roller i filmer för att 1989 återvända till regissörsstolen med Street of no return (1989). Hans sista film kom att bli TV-filmen Tinikling ou 'La madonne et le dragon' från 1990.

## Filmografi
- Jag sköt Jesse James (1949; I shot Jesse James)
- The Baron of Arizona (1950; The Baron of Arizona)
- Stålhjälmen (1951; The Steel Helmet)
- Bajonett på! (1951; 	 Fixed Bayonets!)
- Park Row (1952; Park Row)
- Ficktjuven (1953; Pickup on South Street)
- Havets demoner (1954; Hell and High Water)
- Terror i Tokyo (1955; House of Bamboo)
- 40 pistoler (1957; Forty Guns)
- Sista skottet (1957; Run of the Arrow)
- Kinesflickan (1957; China Gate)
- Operation varulvar (1959; Verboten!)
- The Crimson Kimono (1959; The Crimson Kimono)
- Underworld USA (1961; Underworld USA)
- Shock Corridor (1963; Shock Corridor)
- The Naked Kiss (1964; The Naked Kiss)
- Den grymma fighten (1969; Shark!)
- Big Red One - attackdivisionen (1980; The Big Red One)
- Vit hund (1982; White Dog)
- Helsinki Napoli All Night Long (1987)
- Street of no return (1989; Street of no return)